# 太子禦寇
太子御寇（？—前672年），妫姓，名御寇，中国春秋时期陈国的公子，陈宣公的太子。
前672年，陈国人杀太子御寇，公子完与颛孙逃奔齐国。颛孙又自齐逃奔鲁国。